# Signalétique des unités du Commonwealth et des forces libres pendant la Seconde Guerre mondiale

## Commonwealth

### Canada

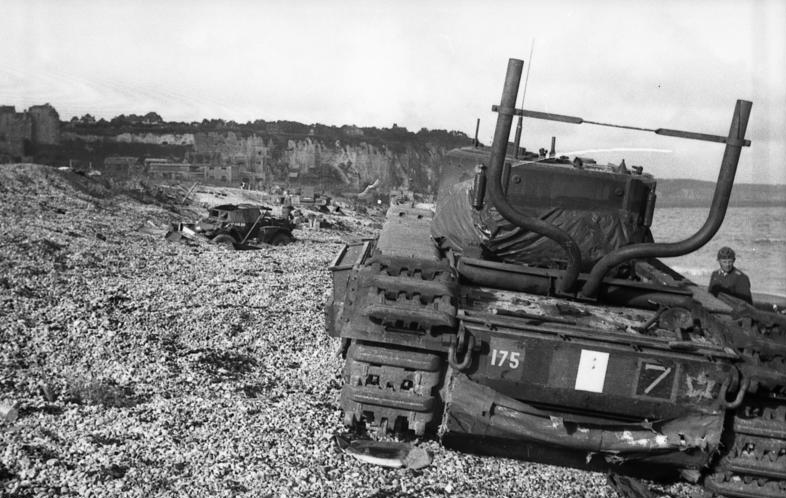
Char Churchill canadien abandonné après le débarquement de Dieppe.

Le Canada entra dans la Seconde Guerre mondiale le 10 septembre 1939 en déclarant la guerre à l'Allemagne. Les Canadiens participèrent au débarquement de Dieppe qui fut l'opération qui vit une division perdre le plus grand nombre de soldats en une seule journée de toute la campagne en Europe. 3 367 Canadiens furent tués ou faits prisonniers lors du débarquement. La 1re Division d'infanterie canadienne participa au débarquement en Sicile et à la campagne qui suivit. À la fin de cette dernière, elle prit part à l'invasion de l'Italie. La 3e Division d'infanterie canadienne participa au débarquement en Normandie. Les troupes canadiennes s'illustrèrent dans plusieurs batailles au cours de la campagne.

### Indes

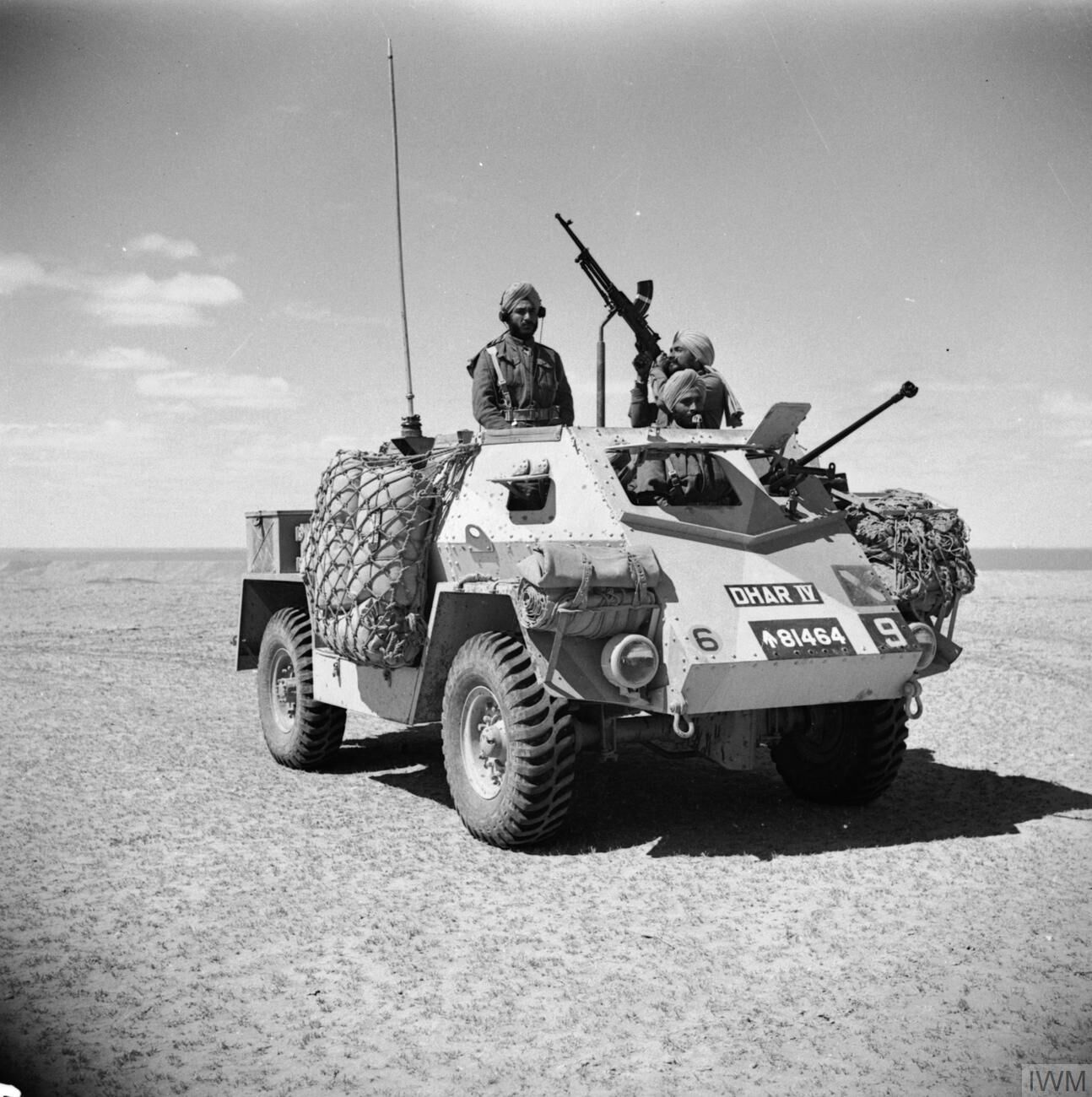

### Afrique du Sud

South-african Armoured Division

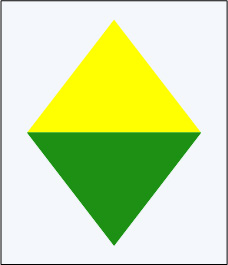
South-african Division

## Forces Libres

### Pologne

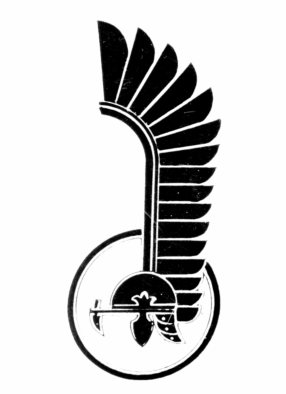
1re Division blindée polonaise libre
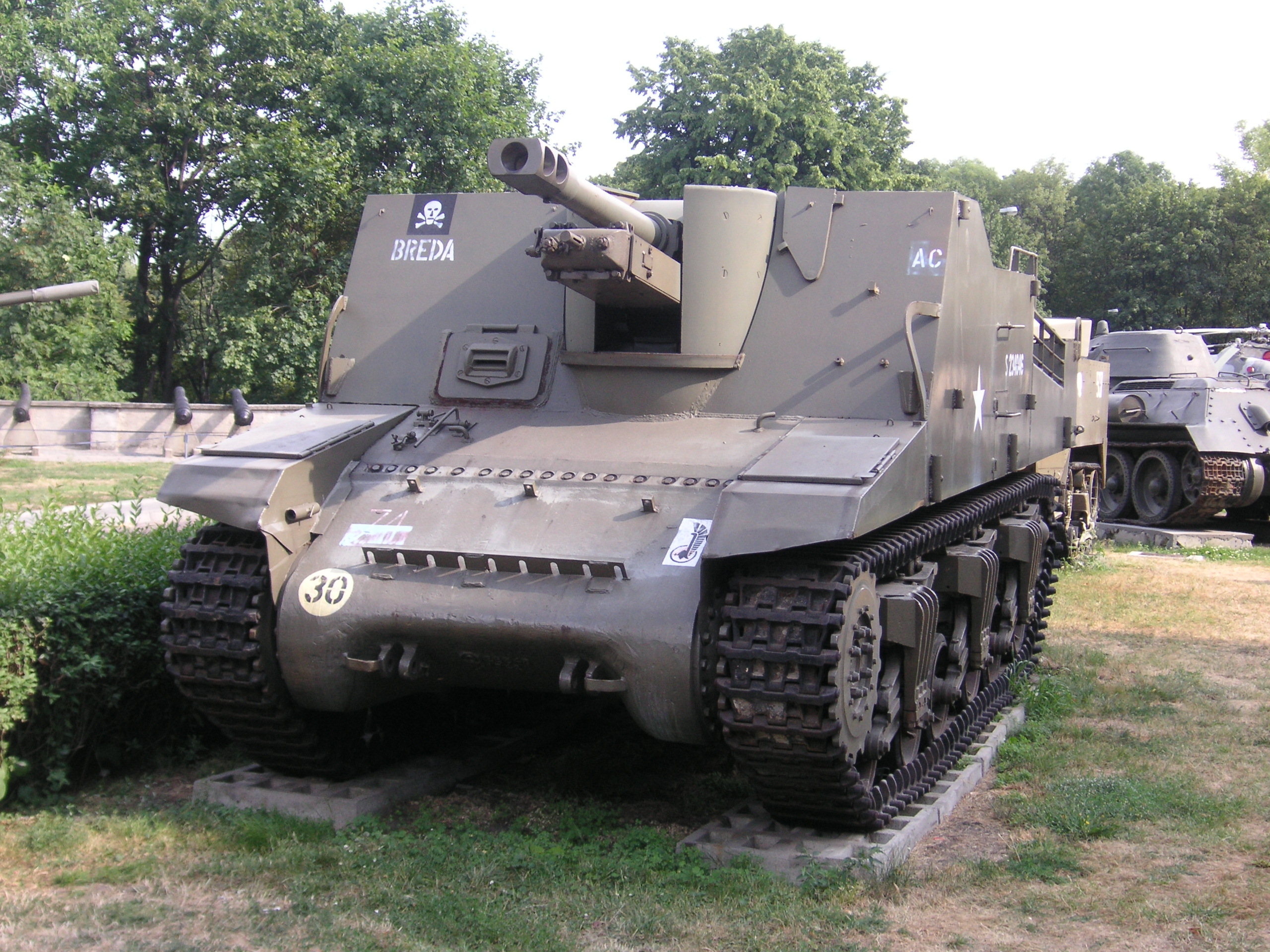
Canon automoteur Sexton de la 1re DB polonaise
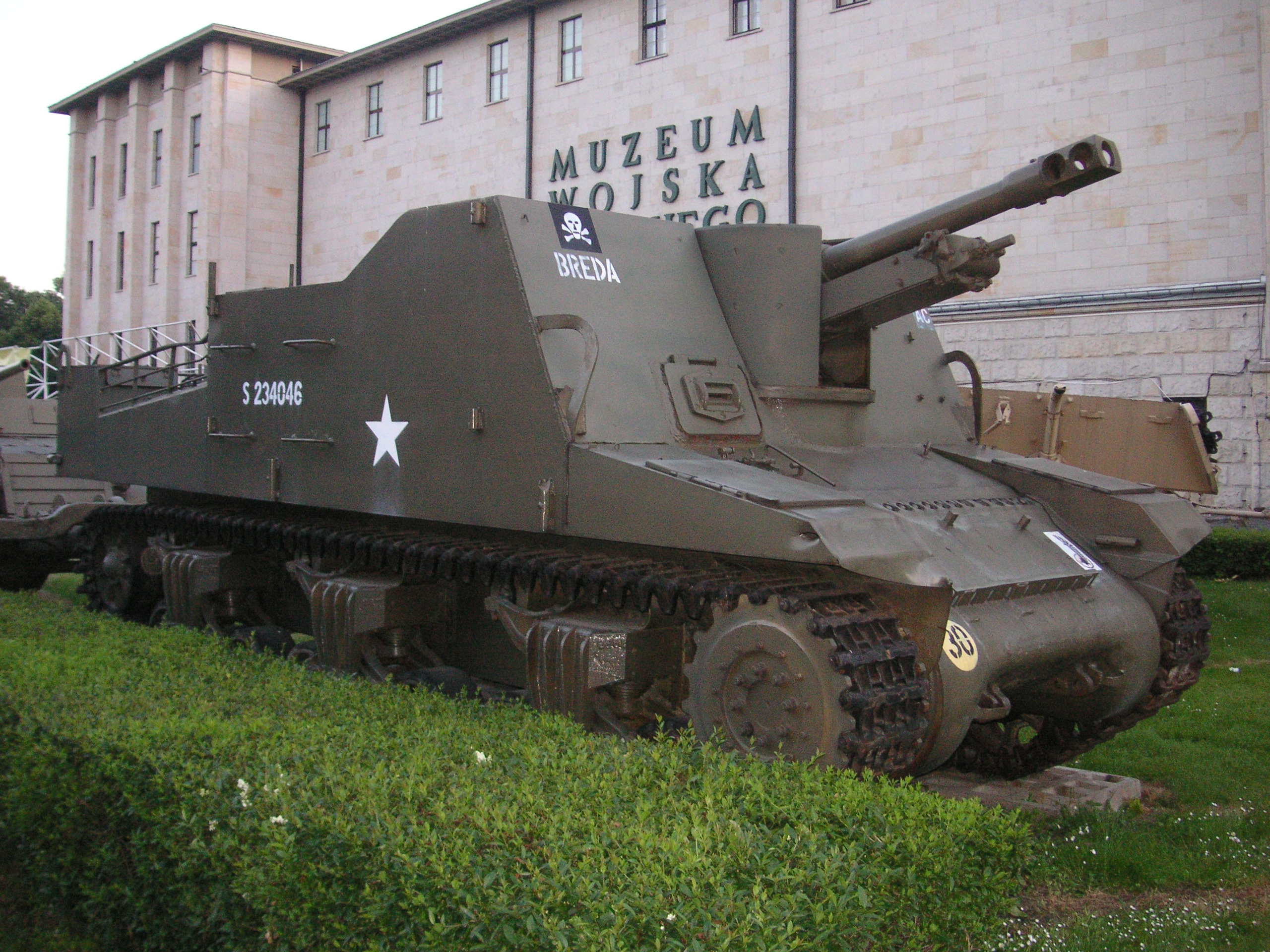
Autre Sexton exposé actuellement à Varsovie. Notons l'étoile blanche américain qui s'est généralisé à quasiment l'ensemble des véhicules alliés